# Bartoszewice (Elizanów)
Bartoszewice – część wsi Elizanów w Polsce położona w województwie wielkopolskim, w powiecie kolskim, w gminie Chodów, należąca do wsi Elizanów.
W latach 1975–1998 miejscowość administracyjnie należała do województwa konińskiego.